# Погадаєво
Погада́єво (рос. Погадаево) — село у складі Приаргунського округу Забайкальського краю, Росія.
Стара назва — Погодаєво.

## Населення
Населення — 573 особи (2010; 677 у 2002).
Національний склад (станом на 2002 рік):
- росіяни — 97 %